# Scaposodus rufulus
Scaposodus rufulus är en skalbaggsart som beskrevs av Stefan von Breuning 1961. Scaposodus rufulus ingår i släktet Scaposodus och familjen långhorningar. Inga underarter finns listade i Catalogue of Life.